# Kyselina salicylová
Kyselina salicylová je karboxylová kyselina s chemickým vzorcem C6H4(OH)COOH, kde OH skupina přiléhá ke karboxylové skupině. Její název je odvozen z latinského názvu pro vrbu (salix), z jejíž kůry lze kyselinu získat.
Tato bezbarvá krystalická organická kyselina se široce využívá v organické syntéze a účinkuje jako rostlinný hormon. Vzniká při metabolismu salicinu. Kromě toho je tato sloučenina chemicky příbuzná (ale nikoli totožná) s aktivní složkou aspirinu (kyselinou acetylsalicylovou). Kyselina salicylová je špatně rozpustná ve vodě (0,2 g/100 ml H2O při 20 °C).

## Využití
Kyselina salicylová má v kožním lékařství nezastupitelnou roli – v malé koncentraci má keratoplastický efekt (tzn. povzbuzuje epitel kůže k růstu). V řádově vyšší koncentraci vykazuje keratolytický efekt tj. způsobuje odloučení vrstvy zralé kůže, které se nechce slézt (léčba lupénky nebo bradavic na nohách). Zřejmě nejznámější je její použití pro léčbu akné.
Dále se využívá v barvírenském průmyslu a ke konzervaci potravin.
Používá se také jakožto účinná látka v kosmetických přípravcích proti lupům.